# エリシャ・ライス
エリシャ・エスティ・ライス（イリシャ・、エライシャ・、英: Elisha Esty Rice [ɪˈlaɪʃə]、1820年5月7日 - 1885年1月11日）は幕末の箱館に来航したアメリカ合衆国の外交官である。初代函館領事（箱館領事）を務めた。

## 経歴・人物
メイン州の生まれ。安政4年（1857年）、貿易事務官としてタウンゼント・ハリスが下田に来航した8ヶ月後に突然、捕鯨船であるアンテリヨー号に乗って箱館に来航した。アンテリヨー号に乗船していた人物はライスの他に船長であるトーカという名がいたという記録がある。
状況が把握できなかった箱館奉行は、来日した翌日にジャガイモ2俵と梨2箱を補給斡旋にあたった。ライスは返礼として、小道具つき拳銃一式を箱館奉行への贈答品として差し出した。江戸幕府は当時下田の外国奉行であった井上清直とハリス総領事との対話書を箱館奉行に送付した。また返礼として下田から箱館への書簡が届いた。
これにより双方の意思疎通が可能となり、老中・堀田正睦は箱館に仮止宿しているライスの処遇により通達書を箱館奉行に送付した。この明確な決定と指示で公式にライスが箱館に永住する事が保証された。ライスは来航から約8年経った文久3年12月10日（1865年1月18日）に初代箱館駐在アメリカ領事に就任し、明治維新後の明治4年（1871年）に辞任するまで搾乳法や羊の飼育法、西洋式の洗濯法を日本人に伝えた。また、当時はまだ珍しかった肉食や身の回りの世話をする女性の要求などで一挙一動は注目を集め、領事以外にも兄弟や息子と共に商事を営んだ。